# EcuRed
EcuRed este un proiect de enciclopedie colaborativă online a guvernului cubanez. Poate colabora orice utilizator anterior înregistrat, dar de dezvoltare și administrare se ocupă în principal persoane aferente Tineret-Clubului de Calculatoare și Electronică, entitate a Ministerului Comunicațiilor, care are peste 600 de afiliați în toată țara care se ocupă de predarea de lecții pentru învățarea utilizării de calculatoare. A fost lansat oficial pe 14 decembrie 2010, sub auspiciile guvernului cubanez și susținut de Oficiul Național pentru Informatizare (ONI) și de Institutul de Informații Științifice și Tehnologice (IDICT).
Filosofia sa este „acumularea și dezvoltarea cunoașterii cu un obiectiv democratizator și nonprofit, dintr-un punct de vedere decolonizator ”. Numele său provine de la termenul ecumene, care înseamnă „lume”.
În aprilie 2020 avea 211 713 articole și 310 838 fișiere, multe dintre ele relaționate de biografii și istorie cubaneze. Are mai mult de 60 460 utilizatori înregistrați și 3.93 milioane de ediții realizate. 

## Caracteristici
EcuRed folosește software MediaWiki, similar cu cel al Wikipedia, deși pe interfață designul paginii arată culorile drapelului cubanez.
Întregul conținut al EcuRed poate fi modificat numai de utilizatorii înregistrați. Înregistrarea in acest wiki se face ca in orice site printr-un email de confirmare si oricine se poate înregistra indiferent de țară. Inițial s-a planificat să se permită înregistrarea gratuită în lunile următoare inaugurării site-ului. Cubanezii care nu au e-mail pot edita paginile prin intermediul Cluburilor de Informatică pentru Tineret răspândite pe toată insula.

### Cuprins
Majoritatea paginilor sale sunt împărțite între articole de istorie și biografii ale personalităților cubaneze, deși temele geografice și populare nu lipsesc.
EcuRed ocupă locul 20 printre cele mai vizitate site-uri din Cuba, conform datelor de pe site-ul Alexa. Unul dintre motivele acestei cifre este că enciclopedia poate fi consultată de pe intranetul cubanez (.cu) care este de 10 ori mai ieftin pe insulă decât conexiunea la Internet .

## EcuRed portabil
Ca parte a proiectului EcuRed, pe 14 decembrie 2011, a fost lansat oficial EcuRed Portabil, numit și EcuRed Portable, care este o aplicație desktop multiplatformă care permite gestionarea tuturor informațiilor conținute în această enciclopedie inclusiv folosirea ei de toți oamenii, atât cubanezi, cât și străini.
A fost creat de Centrul de Dezvoltare Teritorială Holguín, o entitate productivă aparținând Universității de Științe Informatice (UCI) și asumat ulterior de Grupul Tehnic EcuRed, care se ocupă direct de găzduirea și funcționalitatea acestei Enciclopedii.
Pe 7 septembrie 2013, a fost lansată versiunea 2.0i, care, printre alte îmbunătățiri, conține imaginile șabloanelor de articole.
Pe 7 septembrie 2016, a început să fie utilizat proiectul de software gratuit Kiwix  în versiunea sa portabilă pentru computere personale, versiunile anterioare rămânând fără suport.

## EcuMobil
Pe 4 aprilie 2013 se lansează oficial EcuMóvil, o aplicație pentru dispozitivele mobile care îndeplinește același obiectiv ca EcuRed Portable, dar pentru dispozitivele care folosesc sistemul de operare Android 2.2 sau superior. Proiectul a fost coordonat între Oficiul Național de Informatizare (investitor), Grupul Tehnic EcuRed (manager de conținut) aparținând Tineret-Clubului de Informatică și Electronică și Companiei Naționale de Software (dezvoltator), fiind asumat de Grupul Tehnic EcuRed încă de la lansare.
Pe 7 septembrie 2013 a fost lansată o versiune cu imagini. Printre alte îmbunătățiri, include opțiuni de auto-completare în căutări și posibilități de întoarce (girare) și mărire a textului din telefonul mobil.
Pe 7 septembrie 2016, proiectul de software gratuit Kiwix a început să fie utilizat în versiunea sa portabilă pentru dispozitive mobile, lăsând versiunile anterioare fără suport.

## Premii
De la lansare, EcuRed a obținut un grup de premii, printre care se numără: 
- WSIS Awards 2017, ca unul dintre cei 90 de finaliști dintre lucrările alese de Summit-ul Mondial pentru Societatea Informațională (WSIS) (WSIS), organizat de Uniunea Internațională a Telecomunicațiilor (ITU). Premiul a fost decernat pe 13 iunie 2017 la categoria Acces la informație și cunoaștere.[8]
- Premiul Espacio 2017, acordat de Asociația Cubană a Comunicatorilor Sociali (ACCS) la categoria Comunicare Instituțională. Premiul a fost acordat în cadrul celui de-al 4-lea Festivalul Internațional de Comunicare Socială desfășurat la Palatul Convențiilor din Havana.[9]
- Premiul LaTinatec 2017, acordat pe 28 septembrie 2017 cu ocazia celui de-al III-lea Forum al Antreprenorilor și Liderilor în Tehnologia Informației.[10]
- Premiul AENTA, pe 24 noiembrie 2017, EcuRed a fost distins cu Premiul Sistemului de Știință și de Inovare Tehnologică la categoria Impact Social, premiu acordat de Agenția de Energie Nucleară și de Tehnologii Avansate din Cuba (AENTA), pentru a evidenția rezultatele științifice derivate din cercetare. și proiecte de dezvoltare, în funcție de contribuția lor științifică, economică sau socială.
- Sigiliul celei de-a 45-a Aniversare a Universității din Matanzas, acordat cu ocazia celei de-a opta aniversări a Enciclopediei, pe 14 decembrie 2018 în actul central desfășurat la Universitatea din Matanzas .

## Critici
Datorită scopului și caracteristicilor sale editoriale, EcuRed a fost calificat de la începuturile sale de către unele mass-media drept „o versiune castristă a Wikipedia ne-ecuanimă și in plus părtinitoare în articolele despre politică, despre istoria contemporană și despre biografiile unor figuri relevante din istoria recentă a Cubei".  Acest proiect a fost criticat de Oswaldo Payá Sardiñas, câștigător al Premiului Saharov pentru Drepturile Omului, pentru răspândirea de informații calomnioase împotriva membrilor așa-zisei disidențe cubaneze și pentru că servește drept mijloc oficial de comunicare pentru guvernul cubanez.  Spre exemplu, unele dintre elementele menționate sunt „Fidel Castro”, cel care este descris drept Liderul incontestabil al revoluției cubaneze, și „Statele Unite”, descrise drept Imperiul timpului nostru. Opozanta si activista și Yoani Sánchez este clasificată drept „ciber-mercenarâ relaționatâ cu guvernul Statelor Unite”.  De asemenea, abordează alte probleme precum „Terorismul de stat în Columbia”, care face aluzie la așa-numita „ politică de securitate democratică ” a guvernului lui Álvaro Uribe .
Presupusa părtinire a conținutului său i-a adus porecla de Castropedia într-un articol publicat de ziarul britanic The Guardian la scurt timp după lansarea portalului.

## Statistici
În prezent, Enciclopedia Colaborativa Cubaneza  are un total de 67.069 utilizatori (567 dintre ei sunt activi), 220.125 articole și 325.203 fișiere. Este considerat cel mai vizitat site cubanez din străinătate, în cadrul domeniului .cu. EcuRed ocupă locul 32 printre cele mai vizitate site-uri din Cuba și 3.678 în clasamentul global, conform datelor de pe site-ul Alexa . 
| Nr. crt.                                        | Zile               | Vizite unice | Vizualizări de pagină |
| ----------------------------------------------- | ------------------ | ------------ | --------------------- |
| 1                                               | 3 septembrie 2019  | 702 808      | 1 028 612             |
| Două                                            | 4 septembrie 2019  | 681 494      | 1 009 050             |
| 3                                               | 27 august 2019     | 672 806      | 1 001 609             |
| 4                                               | 28 august 2019     | 671 923      | 1 008 246             |
| 5                                               | 10 septembrie 2019 | 665 002      | 956 653               |
| 6                                               | 2 septembrie 2019  | 649 841      | 976 672               |
| 7                                               | 11 septembrie 2019 | 648 715      | 955 695               |
| 8                                               | 29 august 2019     | 647 307      | 959 376               |
| 9                                               | 24 septembrie 2019 | 646 343      | 940 385               |
| 10                                              | 5 septembrie 2019  | 625 148      | 923 885               |
| Ziua cu cele mai multe vizite în anii anteriori |                    |              |                       |
| 2018                                            | 3 decembrie 2018   | 414 838      | 640 818               |
| 2017                                            | 17 mai 2017        | 315 303      | 479 096               |
| 2016                                            | 4 octombrie 2016   | 262 764      | 387 983               |
| 2015                                            | 4 noiembrie 2015   | 227 036      | 347 642               |

| Țară      | Procent | Poziție |
| --------- | ------- | ------- |
| Mexic     | 26,0%   | 234     |
| Columbia  | 8,2%    | 245     |
| Venezuela | 7,9%    | 258     |
| Peru      | 7,6%    | 196     |
| Argentina | 7,3%    | 496     |
| Cuba      | ?       | 32      |
| Global    | 100%    | 3.678   |

| Cantitatea de articole | Utilizatori Înregistrați | Data                                   |
| ---------------------- | ------------------------ | -------------------------------------- |
| 0                      | Creare                   | august 2009                            |
| 19.600                 |                          | 14 decembrie 2010 ( lansare oficială ) |
| 50.000                 |                          | 27 august 2011                         |
| 100.000                |                          | 5 decembrie 2012                       |
| 135.748                | 18.044                   | 14 decembrie 2014 ( a 4-a aniversare ) |
| 150.000                | 27.393                   | 4 noiembrie 2015                       |
| 164.344                | 34.795                   | 14 decembrie 2016 ( a 6-a aniversare ) |
| 196.109                | 49.530                   | 14 decembrie 2018 ( a 8-a aniversare ) |
| 200.000                | 52.610                   | 29 aprilie 2019                        |